# Schleuse Bad Abbach
Die Schleuse Bad Abbach wurde mit der Gesamtbaumaßnahme Staustufe Bad Abbach errichtet und hat eine nutzbare Länge von 190 m und eine Nutzbreite von 12 m.
Sie wurde 1978 fertiggestellt und liegt im Schleusenkanal Bad Abbach, der westlich der Donau angelegt wurde. Die zugehörige Wehranlage liegt etwa 3 km entfernt beim Laufwasserkraftwerk Bad Abbach im Ortsteil Poikam bei Stromkilometer 2401,74.
Die Schleusenkammer der Einzelschleuse liegt im Wehrarm bei Donau-Kilometer 2397,2. Die Kilometrierung der Donau weist in der Schleuse Bad Abbach eine Fehlstrecke von 1,5 Kilometer aus.
Die Fallhöhe der Schleuse beträgt 5,70 m. Das Ausbaustauziel am zugehörigen Wehr des Kraftwerk Bad Abbach liegt bei 338,20 m NHN.
Die Schleuse wird ferngesteuert aus der Leitzentrale der Wasser- und Schifffahrtsverwaltung in Regensburg. Durch diese Leitzentrale werden auch die Schleuse Straubing, die Schleuse Regensburg und die Schleuse Geisling fernbedient. Ursprünglich wurde die Schleuse Bad Abbach aus dem Schleusenturm vor Ort gesteuert.